# Святцово
Святцово (рос. Святцово) — присілок Сафоновського району Смоленської області Росії. Входить до складу Дроздовського сільського поселення.
Населення — 13 осіб (2007 рік). 